# Roquefort, Lot-et-Garonne

Roquefort este o comună în departamentul Lot-et-Garonne din sud-vestul Franței. În 2009 avea o populație de 1.729 de locuitori.

## Evoluția populației
| An        | 1975 | 1982 | 1990 | 1999  | 2006  | 2009  |
| --------- | ---- | ---- | ---- | ----- | ----- | ----- |
| Populație | 573  | 737  | 980  | 1.198 | 1.612 | 1.729 |